# Браун, Майкл (кардинал)
Майкл Браун (англ. Michael Browne; 6 мая 1887, Гренджмоклер, Соединённое королевство Великобритании и Ирландии — 31 марта 1971, Рим, Италия) — ирландский кардинал, доминиканец. Магистр Священного дворца с 1951 по 11 апреля 1955. Генеральный магистр ордена проповедников с 11 апреля 1955 по 19 марта 1962. Титулярный архиепископ Идебессо с 5 по 20 апреля 1962. Кардинал-дьякон с титулярной диаконией Сан-Паоло-алла-Регола с 19 марта 1962. Кардинал-протодьякон с 20 января по 31 марта 1971.